# David Kellogg
David Kellogg (ur. 1952) – amerykański reżyser filmowy i telewizyjny. Wyreżyserował m.in. teledyski "Love Oh Love" Lionela Richie i "Jam" Michaela Jacksona.
David Kellogg w latach 80. i 90. XX wieku reżyserował filmy erotyczne, współpracując z "Playboyem". W 1992 był nominowany do Złotej Maliny dla najgorszego reżysera za film muzyczny Miłość w rytmie rap z 1991. W 1999 Kellogg wyreżyserował ekranizację Inspektora Gadżeta z Matthew Broderickiem w roli głównej. Reżyser współpracował z kilkunastoma muzykami i grupami, kręcąc dla nich teledyski:
- "Jam" – Michael Jackson
- "Sing Along" – Blue Man Group, Dave Matthews
- "Please Forgive Me" – David Gray
- "Love Oh Love" – Lionel Richie
- "Keep It Comin' (Dance Till You Can't Dance No More)" – C+C Music Factory
- "Lies" – En Vogue
- "When Women Are Lonely" – Peter Wolf
- "We Got Our Own Thang" – Heavy D
- "I'll Be Good to You" – Quincy Jones, Ray Charles, Chaka Khan
- "Secret Garden" – Quincy Jones, Barry White, James Ingram, El DeBarge, Al B. Sure!
- "Innocent Days" – Giant
- "3 O'Clock Jump" – Herb Alpert
- "With Every Beat of My Heart" – Taylor Dayne
- "Drive My Car" – David Crosby
- "Bodyguard" – Bee Gees
- "Some People" – E.G. Daily